# Lichtwoche Sauerland
Die Lichtwoche Sauerland ist eine deutsche Messe für Licht und Beleuchtung, die seit dem Jahr 2022 jährlich im Sauerland abgehalten wird und sich maßgeblich an Fachbesucher aus dem Leuchtenhandel richtet. Von ihrem organisatorischen Mittelpunkt in der Stadt Arnsberg ausgehend, findet sie regional ausgeweitet in den Ausstellungsräumen teilnehmender Unternehmen der Licht- und Leuchtenbranche statt. Die Lichtwoche Sauerland ist in nur wenigen Jahren ein bedeutender Treffpunkt namhafter Hersteller, Händler, Ein- und Wiederverkäufer von Leuchten und Lampen geworden, der dem Austausch über Neuheiten, Innovationen und Zukunftstrends dient. Besonders an dieser Messe ist neben ihrem untypischen, dezentralen Konzept ihre informelle Entstehung und ursprüngliche Organisation, die kooperativ von den Unternehmen selbst und mit Unterstützung der Wirtschaftsförderung der Stadt Arnsberg und der Stadtmarketing Sundern e. G. durchgeführt wurde. Seit der sechsten Veranstaltung im Jahr 2013 ist die nicht-öffentliche Messe in öffentlich wirksame Veranstaltungen Rund um das Thema Licht eingebettet, um die Bedeutung der Branche für die Region hervorzuheben.

## Messekonzept
Bei der eigentlichen Messe laden die Unternehmen der Licht- und Leuchtenbranche ihre Geschäftskunden in die jeweiligen Ausstellungsräume ein, um über die neuesten Kollektionen und Produktlinien zu informieren. Unternehmen, die nicht in der Region ansässig sind, können ebenfalls teilnehmen, indem sie sich kurzzeitig in geeignete und verfügbare Immobilien einmieten und so einen temporären Ausstellungsraum einrichten. Das Messekonzept wurde von Akteuren der Brache selbst entwickelt und gemeinsam mit den Städten Arnsberg und Sundern, die eine hohe Konzentration von Licht- und Leuchtenunternehmen kennzeichnet, ins Leben gerufen. Im Ziel sollen Fachbesucher Produkte nicht nur sehen, sondern an den Orten erleben, wo sie hergestellt oder vertrieben werden. Aus diesem Grund werden Lampen, Leuchten und Komponenten nicht in einer Messehalle ausgestellt, sondern direkt in den jeweiligen Ausstellungsbereichen der Unternehmen präsentiert. Als verbindende Elemente der dezentralen Messe dienen ein gemeinsames Abendprogramm sowie eine identitätsstiftende Marketingstrategie.

## Entwicklung
Die Lichtwoche Sauerland ist seit ihrem Einstand im Jahr 2005 bis zur sechsten Auflage im Jahr 2013 von 22 auf 45 teilnehmende Unternehmen angewachsen. Seit dem Jahr 2022 findet die Lichtwoche Sauerland jährlich statt und ist neben der Light+Building die bedeutendste Messe für den Leuchtenhandel in Deutschland. Während an der ersten Lichtwoche Sauerland maßgeblich Wohnraumleuchtenhersteller (z. T. mit Außenleuchten-Sortiment) teilnahmen, sind mittlerweile auch Betriebe hinzugekommen, die im Bereich technische Leuchten oder Lampen agieren. Neben dieser Erweiterung der Produktsparten nimmt zudem der Einzugskreis der Aussteller konstant zu, im Jahr 2013 ausgeweitet auf die Benelux-Länder und Skandinavien.

## Rahmenprogramm für die Öffentlichkeit
Aufgrund der wirtschaftlichen Bedeutung der regional konzentrierten Leuchten-Industrie wurde im Jahr 2013 erstmals eine öffentliche Ausstellung – ein sog. „Marktplatz“ – eingerichtet, die eine Produktauswahl teilnehmender Unternehmen zeigte. Eingebunden in öffentliche Vorträge zum Thema Licht gewann die nach außen gerichtete Darstellung des Sauerlandes als Lichtregion somit mehr an Bedeutung. Im Jahr 2015 wird die Lichtwoche Sauerland ihr Programm für die Öffentlichkeit ausweiten. Im Anlass des 20. Jubiläums der Lichtwoche markierte im Jahr 2025 ein grüner Laser das „Zentrum des Lichts“. Der 3 kW starke Lichtstrahl ragte mehr als 10 km in den Himmel und war selbst in einer Distanz von 80 km Entfernung noch sichtbar.

## Organisation
Nachdem die Veranstaltung zunächst von Unternehmen der Branche und wirtschaftsfördernden Institutionen in öffentlich-privater Kooperation durchgeführt wurde, übernahm bei der sechsten Auflage das Lichtforum NRW erstmals die Aufgabe der Organisation. Gemeinsam mit den „Sprechern“ der Lichtwoche Sauerland werden hier strategische Aspekte ausgearbeitet, wobei das Lichtforum NRW dann die operativen Tätigkeiten zur Ausführung bringt.

## Sprecher
Die „Sprecher“ der Lichtwoche Sauerland übernehmen im Wechsel jeweils für eine Veranstaltung die Schirmherrschaft und bilden das unternehmerische Gesicht der Messe. Sie vertreten dabei die Interessen der Teilnehmer gegenüber den Organisatoren. Die Sprecher werden alle zwei Jahre aus dem Kreis der Teilnehmerschaft bestimmt.

### Sprecher der Lichtwoche Sauerland seit 2005
- 2005: Karl-Heinz Kossmann und Elmar Goller-Bittner
- 2007: Alois Fischer und Rolf Josef Niermann
- 2009: Wolfgang Rehbein und Jens Ahrens
- 2010: Jens Ahrens und Wolfgang Rehbein
- 2011: Hans-Walter Hustadt und Wolfgang Rehbein
- 2013: Christiane Müer und Hans-Walter Hustadt
- 2015: Bernd Müller und Christiane Müer
- 2017: Klaus Baulmann und Bernd Müller
- 2019: Bernd Müller und René Tiefenbacher
- 2022: Wolf Hustadt
- 2023: Wolf Hustadt
- 2024: Philipp Müller und Frederic Hoffmann
- 2025: Michael Kossmann und Philipp Müller
- 2026: Alois Fischer und Andreas Kuhrt